# Pilar Rodríguez Aranda

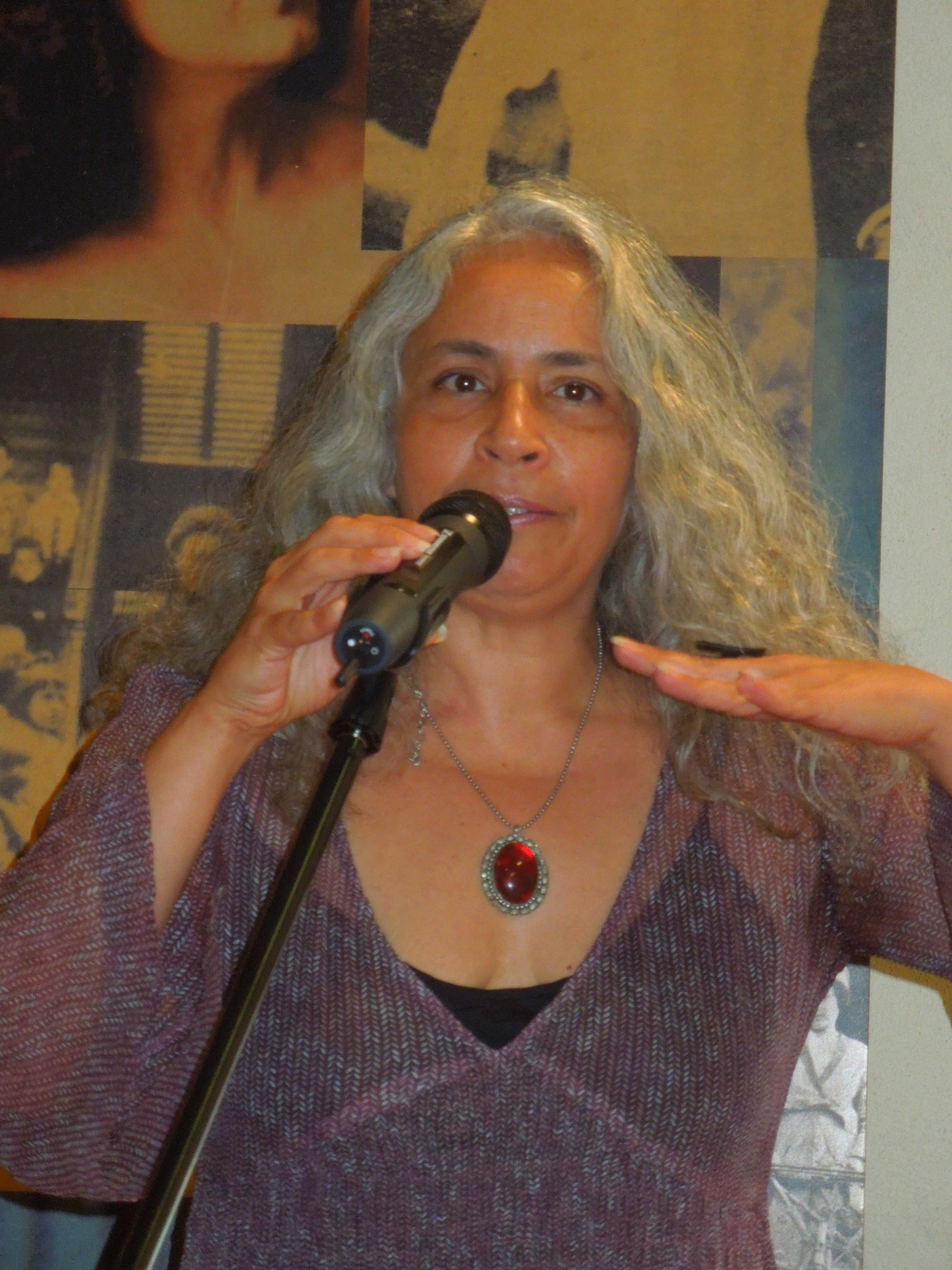
Pilar Rodríguez Aranda, en el Museo de la Mujer, Ciudad de México, 2012.

Pilar Rodríguez Aranda (Ciudad de México, 1961) es una videoartista, poeta, traductora, editora, y activista mexicana.

## Biografía
Muy joven migró a Estados Unidos, donde se estableció, primero, en California y luego en Texas. Tras 8 años de esa primera estancia regresa a México y se establece en Yautepec, Morelos. Hacia principio del siglo XXI se mudó a Nuevo México, Estados Unidos.  Tras cinco años regresó a México donde ha vivido en la Ciudad de México, Malinalco, en el Estado de México y en Tijuana, en el estado de Baja California. 
En la Ciudad de México estudió tres años de la Licenciatura en Ciencias de la Comunicación en la Universidad Autónoma Metropolitana-Xochimilco, estudios que abandona para irse a vivir a California, Estados Unidos, donde conoce de cerca el cine experimental o avant-garde y la obra de Maya Deren, Bruce Connor, Stan Brakhage, y los primeros trabajos de Buñuel y Cocteau. 
Ha sido becaria del Fondo Nacional para la Cultura y las Artes (FONCA), el Instituto Mexicano de Cinematografía (IMCINE) y la Comisión de Arte de la Ciudad de Austin, Texas. 
Desde sus inicios en el arte del video, Rodríguez Aranda también incursionó en la poesía, campo en el que desde 2012 a la fecha está muy activa impulsando el proyecto “Cien mil poetas por el cambio” versión México, una plataforma que año con año organiza lecturas masivas e intervenciones poéticas en distintos espacios públicos de todo el mundo. Antecedente de esta actividad como gestora cultural, promotora cultural y activista social fue su papel como fundadora del colectivo “Contra la violencia, el Arte”, junto con Cynthia Pech (académica y poeta), Claudia de Anda (académica y gestora cultural) y Antonio Cintora (gestor cultural), en 2010, en torno al proyecto “Una oración por Juárez”.

## Obra
Como estudiante de la UAM realizó “Mujer ciudad”, un video inspirado en la obra de Pola Weiss, en donde la poesía ya está presente como sonido en off y en primer plano, la Ciudad de México.
Dos de sus obras más representativas son las que realizó en la década de los años noventa del siglo XX. En 1991 realiza el video La idea que habitamos, con el que ganó el primer lugar en la Segunda Bienal de Video, México 1992, en la categoría de Video experimental y el premio al Mejor Video Experimental en el Athens International Film Festival 1991, en Ohio, festival que aún se lleva a cabo.  Asimismo, este video está incluido en la lista de los 100 mejores filmes chicanos. En 1995 realiza el video Ella es frontera/Border she is. En ambos videos plantea una visión femenina de la chicanidad en torno a la casa y la identidad, y a la condición de mujer migrante siempre dividida. (6) Su último trabajo videográfico es Retorno o la inexactitud del centro, realizado entre 2004 y 2008, en Nuevo México y la Ciudad de México, en el que apuesta por vez primera en la realización de un trabajo ostensiblemente autorreferencial en torno al tema del regreso a México después de su última estancia en Estados Unidos. Su trabajo como videoartista ha sido estudiado en distintas ocasiones e incluido en publicaciones como Viedopoesía, poiesis fronteriza: hacia una reinterpretación del signo poético (2011)
Fue honrada como Artista y Poeta Laureada Beat, por la Beat Poetry Foundation, Inc., en 2020. Su poesía ha sido traducida al inglés, árabe, alemán, italiano, griego y portugués y ha sido incluida en más de cien revistas y antologías incluyendo El espacio no es un vacío, incluye todos los tiempos (2010), Tierra Adentro, Voices of Mexico, Replicante, Tinta Seca, y Blanco Móvil, entre otras. Sus libros incluyen Una Familia Más/One More Family, Adiós a Dios; Género F, En País Extranjero, Asuntos de mujeres, e, Insistencia en el Sueño. También produjo un CD, Diálogos de una mujer despierta (2016), poemas leídos por la autora, con música de PsikeDeloum.  

## Video/Filmografía
- Retorno o la inexactitud del centro. (Video, español, México, 2004-2008)
- The Unexpected Turn of Jim Sagel/ La Vuelta Inesperada de Jim Sagel.  (Video, inglés y español, Nuevo México, 2003)
- Ella es frontera / Border She Is.  (Video, inglés y español, México, 1996/ reeditado en Nuevo México, 2001)
- El Guajolote. (Video, español, México, 2000)
- Viva el traje del Chinelo. (Video, español, México, 2000)
- Autovoyeur. (Video, México, 1998)
- El entierro del mal humor. (Video, México, 1998)
- La última de las poetas. (Video, México, 1998)
- La idea que habitamos/ The Idea We Live in. (Video, bilingüe, Austin, Texas, 1990)
- 64 Beds. (Video, Austin, Texas, 1989)
- Bolivia: A Story of a Trip. (Video, Austin, Texas, 1988)
- Mujeres de Austin. (Video, Austin, Texas, 1988)
- Juncture. (16 mm, Arcata, California, 1987)
- Perla Took a Bath... (16mm, Arcata, California, 1985)
- Home Movie (Super 8, Arcata, California, 1985)
- Autodescubrimiento. (Audiovisual, México, 1982)